# Pseudameira furcata
Pseudameira furcata is een eenoogkreeftjessoort uit de familie van de Ameiridae. De wetenschappelijke naam van de soort is voor het eerst geldig gepubliceerd in 1911 door Sars G.O..